# 佐洛河

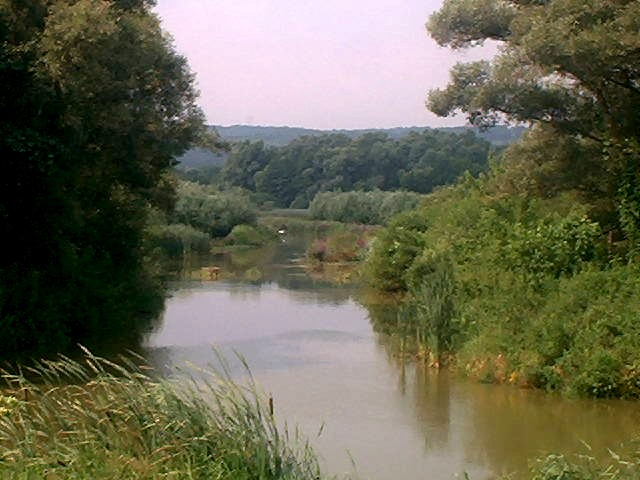

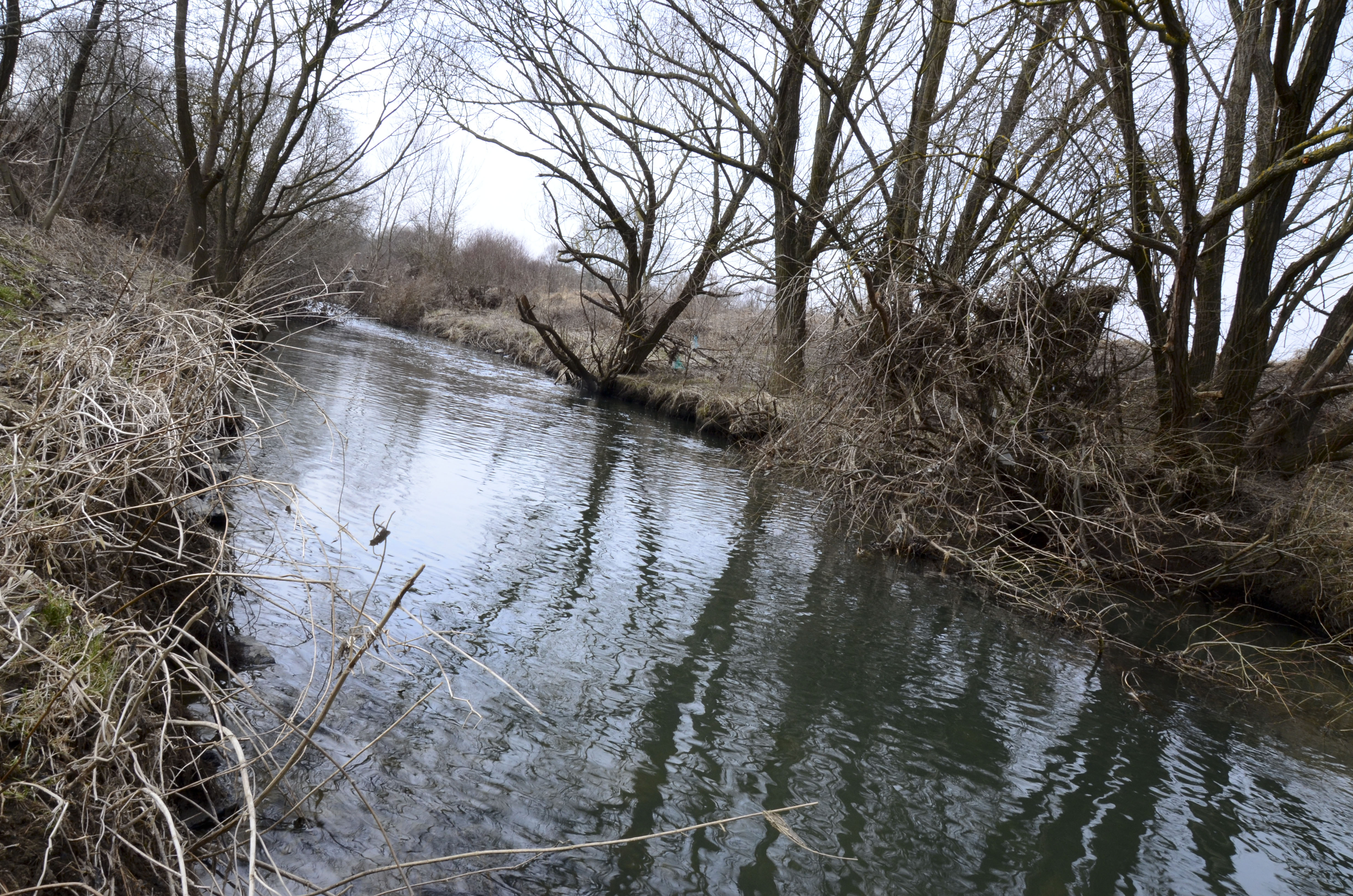

佐洛河是匈牙利西南部的河流，河道全長139公里，流域面積2,622平方公里，發源自奧地利和斯洛文尼亞接壤的邊境，最終注入巴拉頓湖。